# Messico ai Giochi della XXIX Olimpiade
Il Messico ha partecipato ai Giochi della XXIX Olimpiade di Pechino, svoltisi dall'8 al 24 agosto 2008, con una delegazione di 83 atleti.

## Medaglie
| Medaglia | Atleta                       | Sport     | Evento                                |
| -------- | ---------------------------- | --------- | ------------------------------------- |
| Oro      | Guillermo Pérez              | Taekwondo | 58 kg maschile                        |
| Oro      | María del Rosario Espinoza   | Taekwondo | +67 kg femminile                      |
| Bronzo   | Paola Espinosa Tatiana Ortiz | Tuffi     | Piattaforma 10 metri sincro femminile |

## Atletica leggera
| Gara   | Atleta            | Batterie    | Batterie | Semifinali | Semifinali | Finale   | Finale |
| Gara   | Atleta            | Tempo       | Pos.     | Tempo      | Pos.       | Tempo    | Pos.   |
| ------ | ----------------- | ----------- | -------- | ---------- | ---------- | -------- | ------ |
| 1500 m | Juan Luis Barrios | non partito | -        |            |            |          |        |
| 5000 m | Juan Luis Barrios |             |          | 13'42"39   | 7          | 13'19"79 | 7      |
| 5000 m | David Galván      | non partito | -        |            |            |          |        |

| Gara         | Atleta                    | Tempo        | Posizione |
| ------------ | ------------------------- | ------------ | --------- |
| 10000 m      | David Galván              | non concluso | -         |
| 10000 m      | Alejandro Suárez          | 29'24"78     | 35        |
| 10000 m      | Juan Carlos Romero        | 28'26"57     | 29        |
| Maratona     | Carlos Cordero Gomez      | 2h 18'40"    | 32        |
| Maratona     | Procopio Franco Hernandez | 2h 23'24"    | 47        |
| Maratona     | Francisco Bautista        | 2h 29'28"    | 66        |
| Marcia 20 km | Éder Sánchez              | 1h 21'53"    | 15        |
| Marcia 20 km | David Mejia               | 1h 26'45"    | 36        |
| Marcia 50 km | Horacio Nava              | 3h 45'21"    | 6         |
| Marcia 50 km | Mario Iván Flores         | 3h 58'04"    | 23        |
| Marcia 50 km | Jesús Sánchez             | 3h 53'58"    | 18        |

| Gara             | Atleta           | Qualificazioni | Qualificazioni | Finale | Finale |
| Gara             | Atleta           | Misura         | Pos.           | Misura | Pos.   |
| ---------------- | ---------------- | -------------- | -------------- | ------ | ------ |
| Salto in alto    | Gerardo Martínez | 2,15 m         | 33             |        |        |
| Salto con l'asta | Giovanni Lanaro  | 5,45 m         | 25             |        |        |

| Gara                  | Atleta | Batterie | Batterie | Semifinali | Semifinali | Finale | Finale |
| Gara                  | Atleta | Tempo    | Pos.     | Tempo      | Pos.       | Tempo  | Pos.   |
| --------------------- | --- | -------- | -------- | ---------- | ---------- | ------ | ------ |
| 400 m                 | Gabriela Medina                                                                                                 | 51"96    | 3        | 52"97      | 8          |        |        |
| Staffetta 4x400 metri | Gabriela Medina Zudikey Rodriguez Nallely Vela Rascon Ruth del Carmen Grajeda Maria Teresa Rugerio Karla Dueñas |          |          | 3'30"36    | 7          |        |        |

| Gara     | Atleta                | Tempo     | Posizione |
| -------- | --------------------- | --------- | --------- |
| 10000 m  | Dulce María Rodríguez | 32'58"04  | 27        |
| Maratona | Madai Pérez           | 2h 31'47  | 19        |
| Maratona | Patricia Retíz        | 2h 39'34" | 55        |
| Maratona | Karina Pérez          | 2h 47'02" | 61        |

| Gara          | Atleta       | Qualificazioni | Qualificazioni | Finale | Finale |
| Gara          | Atleta       | Misura         | Pos.           | Misura | Pos.   |
| ------------- | ------------ | -------------- | -------------- | ------ | ------ |
| Salto in alto | Romary Rifka | nessuna misura | -              |        |        |

## Badminton
| Gara              | Atleta          | Turno 1                                 | Sedicesimi | Ottavi | Quarti | Semifinali | Finale |
| ----------------- | --------------- | --------------------------------------- | ---------- | ------ | ------ | ---------- | ------ |
| Singolo femminile | Deyanira Angulo | Hadia Hosny (Egitto) 18-21, 21-7, 14-21 |            |        |        |            |        |

## Beach volley

### Torneo femminile
Il Messico era rappresentato da una coppia, formata da Bibiana Candelas e Mayra Garcia.

#### Prima fase
| 10 agosto | 12.00 | Talita - Renata        | 2-1 (18-21, 21-16, 15-8)  | Candelas - Garcia |
| 12 agosto | 14:00 | Karantasiou - Arvaniti | 1-2 (17-21, 21-16, 12-15) | Candelas - Garcia |
| 14 agosto | 13:00 | Schwaiger - Schwaiger  | 2-0 (21-17, 21-10)        | Candelas - Garcia |

| posiz | squadra                         | G | W | P | Sv | Sp | Pf  | Ps  | Pts |
| ----- | ------------------------------- | - | - | - | -- | -- | --- | --- | --- |
| 1     | Talita - Renata (Brasile)       | 3 | 3 | 0 | 6  | 1  | 139 | 121 | 6   |
| 2     | Schwaiger - Schwaiger (Austria) | 3 | 2 | 1 | 4  | 2  | 121 | 105 | 5   |
| 3     | Candelas - Garcia (Messico)     | 3 | 1 | 2 | 3  | 5  | 124 | 146 | 4   |
| 4     | Karantasiou - Arvaniti (Grecia) | 3 | 0 | 3 | 1  | 6  | 125 | 137 | 3   |

#### Ripescaggi
Classifica terzi posti
| Pos. | Squadra                               | Punti | Vinte | Perse | Pt.fat | Pt.sub | Ratio | Set V | Set P |
| ---- | ------------------------------------- | ----- | ----- | ----- | ------ | ------ | ----- | ----- | ----- |
| 1    | Esteves Ribalta - M. Crespo (Cuba)    | 4     | 1     | 2     | 130    | 117    | 1.111 | 3     | 4     |
| 2    | Koutroumanidou - Tsiartsiani (Grecia) | 4     | 1     | 2     | 127    | 120    | 1.058 | 3     | 4     |
| 3    | Van Breedam - Mouha (Belgio)          | 4     | 1     | 2     | 135    | 134    | 1.007 | 3     | 4     |
| 4    | Hakedal - Torlen (Norvegia)           | 4     | 1     | 2     | 108    | 111    | 0.972 | 2     | 4     |
| 5    | Candelas - Garcia (Messico)           | 4     | 1     | 2     | 124    | 146    | 0.849 | 3     | 5     |
| 6    | Saka - Rtvelo (Georgia)               | 4     | 1     | 2     | 120    | 154    | 0.779 | 3     | 5     |

| 14 agosto | 21.00 | Hakedal - Torlen | 2-1 (20-22, 21-12, 15-11) | Candelas - Garcia |

## Canoa/kayak
| Gara      | Atleta                                 | Batterie | Batterie | Semifinali | Semifinali | Finale | Finale |
| Gara      | Atleta                                 | Tempo    | Pos.     | Tempo      | Pos.       | Tempo  | Pos.   |
| --------- | -------------------------------------- | -------- | -------- | ---------- | ---------- | ------ | ------ |
| C1 1000 m | Everardo Cristobal                     | 4'15"280 | 6        | 4'04"267   | 6          |        |        |
| C2 500 m  | Dimas Camilo Cortes Everardo Cristobal | 1'54"090 | 8        | 1'48"853   | 9          |        |        |
| C2 1000 m | Dimas Camilo Cortes Everardo Cristobal | 3'51"684 | 6        | 3'49"695   | 7          |        |        |
| K1 500 m  | Manuel Cortina                         | 1'40"626 | 4        | 1'48"333   | 7          |        |        |
| K1 1000 m | Manuel Cortina                         | 3'41"017 | 7        | 3'43"017   | 7          |        |        |

## Canottaggio
| Gara                               | Atleta                     | Batterie | Batterie | Quarti/ Ripescaggi | Quarti/ Ripescaggi | Semifinali | Semifinali         | Finale  | Finale       |
| Gara                               | Atleta                     | Tempo    | Pos.     | Tempo              | Pos.               | Tempo      | Pos.               | Tempo   | Pos.         |
| ---------------------------------- | -------------------------- | -------- | -------- | ------------------ | ------------------ | ---------- | ------------------ | ------- | ------------ |
| Singolo maschile                   | Patrick Loliger            | 7'22"55  | 3        | 7'04"30            | 4                  | 7'15"53    | 1 (semifinale C/D) | 7'03"97 | 3 (finale C) |
| 2 di coppia pesi leggeri femminile | Gabriela Huerta Lila Perez | 7'11"71  | 4        | 7'41"97            | 4                  |            |                    | 7'17"21 | 1 (finale C) |

## Ciclismo

### Su strada
| Gara                     | Atleta            | Tempo     | Posizione |
| ------------------------ | ----------------- | --------- | --------- |
| Corsa in linea maschile  | Moisés Aldape     | 6h 28'08" | 47        |
| Corsa in linea femminile | Giuseppina Grassi | 3h 36'35" | 45        |

## Equitazione
| Gara        | Atleta            | Cavallo | Test   | Test | Special test | Special test | Freestyle | Freestyle | Totale | Totale |
| Gara        | Atleta            | Cavallo | Punti  | Pos. | Punti        | Pos.         | Punti     | Pos.      | Punti  | Pos.   |
| ----------- | ----------------- | ------- | ------ | ---- | ------------ | ------------ | --------- | --------- | ------ | ------ |
| Individuale | Bernadette Pujals | Vincent | 69,250 | 12   | 71,000       | 6            | 72,350    | 11        | 71,675 | 9      |

| Gara        | Atleta                                                           | Cavallo           | Qualificazioni | Qualificazioni | Qualificazioni | Qualificazioni | Qualificazioni | Qualificazioni | Finale  | Finale  | Finale  | Finale  | Finale | Finale |
| Gara        | Atleta                                                           | Cavallo           | Turno 1        | Turno 1        | Turno 2        | Turno 2        | Turno 3        | Turno 3        | Turno A | Turno A | Turno B | Turno B | Totale | Totale |
| Gara        | Atleta                                                           | Cavallo           | Pen.           | Pos.           | Pen.           | Pos.           | Pen.           | Pos.           | Pen.    | Pos.    | Pen.    | Pos.    | Pen.   | Pos.   |
| ----------- | ---------------------------------------------------------------- | ----------------- | -------------- | -------------- | -------------- | -------------- | -------------- | -------------- | ------- | ------- | ------- | ------- | ------ | ------ |
| Individuale | Antonio Chedraui                                                 | Don Porfirio      | 1              | 14             | 8              | 22             | 8              | 23             |         |         |         |         |        |        |
| Individuale | Federico Fernandez                                               | Zorro             | 1              | 14             | 9              | 26             | 14             | 33             | 12      | 29      |         |         |        |        |
| Individuale | Enrique González                                                 | Frida             | 9              | 52             | 16             | 51             |                |                |         |         |         |         |        |        |
| Individuale | Alberto Michan                                                   | Chinobampo Lavita | 12             | 64             | 9              | 32             | 25             | 47             | 12      | 29      |         |         |        |        |
| A squadre   | Jose Chedraui Federico Fernandez Enrique González Alberto Michan | v. sopra          |                |                |                |                |                |                | 26      | 10      |         |         |        |        |

## Ginnastica

### Ginnastica artistica
| Gara                     | Atleta         | Volteggio | Corpo libero | Cavallo con maniglie | Anelli | Parallele | Sbarra | Trave  | Totale | Posizione | Finali  |
| ------------------------ | -------------- | --------- | ------------ | -------------------- | ------ | --------- | ------ | ------ | ------ | --------- | ------- |
| Qualificazioni femminili | Maricela Cantu | 14,175    | 14,025       |                      |        | 12,625    |        | 12,700 | 53,525 | 56        | nessuna |

## Judo
| Gara   | Atleta                   | Tabellone principale               | Tabellone principale                    | Tabellone principale              | Tabellone principale | Tabellone principale | Ripescaggi | Ripescaggi                               | Ripescaggi | Ripescaggi |
| Gara   | Atleta                   | Sedicesimi                         | Ottavi                                  | Quarti                            | Semifinali           | Finale               | 1º turno   | Quarti                                   | Semifinali | Finale     |
| ------ | ------------------------ | ---------------------------------- | --------------------------------------- | --------------------------------- | -------------------- | -------------------- | ---------- | ---------------------------------------- | ---------- | ---------- |
| 100 kg | Arturo Martínez          | Frank Moussima (Camerun) 0001-0100 |                                         |                                   |                      |                      |            |                                          |            |            |
| +78 kg | Vanessa Martina Zambotti | bye                                | Karina Bryant (Gran Bretagna) 0021-0001 | Maki Tsukada (Giappone) 0000-1000 |                      |                      |            | Anne-Sophie Mondière (Francia) 0000-1010 |            |            |

## Lotta
| Gara   | Atleta          | Tabellone principale | Tabellone principale           | Tabellone principale | Tabellone principale | Tabellone principale | Ripescaggi | Ripescaggi | Ripescaggi |
| Gara   | Atleta          | Sedicesimi           | Ottavi                         | Quarti               | Semifinali           | Finale               | Quarti     | Semifinali | Finale     |
| ------ | --------------- | -------------------- | ------------------------------ | -------------------- | -------------------- | -------------------- | ---------- | ---------- | ---------- |
| 120 kg | Larry Langowski | bye                  | Fardin Masoumi (Iran) 0-6, 0-6 |                      |                      |                      |            |            |            |

## Nuoto
| Gara           | Atleta       | Batterie | Batterie | Semifinali | Semifinali | Finale      | Finale |
| Gara           | Atleta       | Tempo    | Pos.     | Tempo      | Pos.       | Tempo       | Pos.   |
| -------------- | ------------ | -------- | -------- | ---------- | ---------- | ----------- | ------ |
| 100 m farfalla | Juan Veloz   | 53"58    | 44       |            |            |             |        |
| 200 m farfalla | Juan Veloz   | 1'57"32  | 23       |            |            |             |        |
| Fondo 10 km    | Luis Escobar |          |          |            |            | 1h 53'47"90 | 18     |

| Gara               | Atleta                | Batterie | Batterie | Semifinali | Semifinali | Finale      | Finale |
| Gara               | Atleta                | Tempo    | Pos.     | Tempo      | Pos.       | Tempo       | Pos.   |
| ------------------ | --------------------- | -------- | -------- | ---------- | ---------- | ----------- | ------ |
| 400 m stile libero | Susana Escobar        |          |          | 4'11"99    | 20         |             |        |
| 800 m stile libero | Susana Escobar        |          |          | 8'33"51    | 18         |             |        |
| 100 m dorso        | Fernanda González     | 1'02"76  | 35       |            |            |             |        |
| 200 m dorso        | Fernanda González     | 2'14"64  | 28       |            |            |             |        |
| 100 m rana         | Adriana Marmolejo     | 1'10"73  | 31       |            |            |             |        |
| 200 m rana         | Adriana Marmolejo     | 2'28"10  | 22       |            |            |             |        |
| 400 m misti        | Susana Escobar        |          |          | 4'47"32    | 30         |             |        |
| Fondo 10 km        | Imelda Martinez Gomez |          |          |            |            | 2h 01'07"90 | 20     |

## Nuoto sincronizzato
| Gara | Atlete                                        | Technical Routine | Technical Routine | Free Routine (preliminari) | Free Routine (preliminari) | Free Routine (finale) | Free Routine (finale) | Punteggio totale | Posizione finale |
| Gara | Atlete                                        | Punteggio         | Pos.              | Punteggio                  | Pos.                       | Punteggio             | Pos.                  | Punteggio totale | Posizione finale |
| ---- | --------------------------------------------- | ----------------- | ----------------- | -------------------------- | -------------------------- | --------------------- | --------------------- | ---------------- | ---------------- |
| Duo  | Mariana Aneth Cifuentes Blanca Isabel Delgado | 42,334            | 19                | 42,834                     | 17                         |                       |                       | 85,168           | 19               |

## Pentathlon moderno
| Gara      | Atleta                | Tiro  | Tiro  | Scherma  | Scherma | Nuoto   | Nuoto | Equitazione | Equitazione | Corsa    | Corsa | Punteggio totale | Posizione |
| Gara      | Atleta                | Punti | Punt. | Vittorie | Punt.   | Tempo   | Punt. | Punti       | Punt.       | Tempo    | Punt. | Punteggio totale | Posizione |
| --------- | --------------------- | ----- | ----- | -------- | ------- | ------- | ----- | ----------- | ----------- | -------- | ----- | ---------------- | --------- |
| Maschile  | Oscar Soto Carillo    | 171   | 988   | 20       | 880     | 2'10"60 | 1236  | 1'17"32     | 1160        | 9'21"95  | 1156  | 5420             | 8         |
| Femminile | Karla Marlene Sanchez | 186   | 1168  | 17       | 808     | 2'27"39 | 1152  | 1'32"47     | 1020        | 11'18"11 | 1008  | 5156             | 28        |

## Pugilato
| Gara         | Atleta              | Sedicesimi                               | Ottavi                          | Quarti                          | Semifinali | Finale |
| ------------ | ------------------- | ---------------------------------------- | ------------------------------- | ------------------------------- | ---------- | ------ |
| Pesi gallo   | Óscar Valdez        | Enkhbatyn Badar-Uugan (Mongolia) 4-15    |                                 |                                 |            |        |
| Pesi piuma   | Arturo Santos Reyes | Nicholas Okoth (Kenya) 6-2               | Alaa Shili (Tunisia) 14-2       | Khedafi Djelkhir (Francia) 9-14 |            |        |
| Pesi leggeri | Francisco Vargas    | Jean de Dieu Soloniaina (Madagascar) 9-2 | Georgian Popescu (Romania) 4-14 |                                 |            |        |

## Scherma
| Gara                 | Atleta                  | Turno 1                       | Sedicesimi | Ottavi | Quarti | Semifinali | Finale |
| -------------------- | ----------------------- | ----------------------------- | ---------- | ------ | ------ | ---------- | ------ |
| Sciabola individuale | Angelica Larios Delgado | Araceli Navarro (Spagna) 4-15 |            |        |        |            |        |

## Sollevamento pesi
| Gara  | Atleta                   | Strappo | Strappo | Slancio | Slancio | Totale | Posizione |
| Gara  | Atleta                   | Ris.    | Pos.    | Ris.    | Pos.    | Totale | Posizione |
| ----- | ------------------------ | ------- | ------- | ------- | ------- | ------ | --------- |
| 63 kg | Luz Mercedes Acosta      | 103     | 4       | 120     | 8       | 223    | 8         |
| 75 kg | Damaris Gabriela Aguirre | 109     | 8       | 136     | 6       | 245    | 6         |

## Taekwondo
| Gara             | Atleta                     | Tabellone principale                   | Tabellone principale              | Tabellone principale                 | Tabellone principale                        | Ripescaggi | Ripescaggi |
| Gara             | Atleta                     | Ottavi                                 | Quarti                            | Semifinali                           | Finale                                      | Semifinali | Finale     |
| ---------------- | -------------------------- | -------------------------------------- | --------------------------------- | ------------------------------------ | ------------------------------------------- | ---------- | ---------- |
| 58 kg maschile   | Guillermo Pérez            | Michael Harvey (Gran Bretagna) 3-2     | Rohullah Nikpai (Afghanistan) 2-1 | Chutchawal Khawlaor (Thailandia) 3-1 | Gabriel Mercedes (Rep. Dominicana) 1(SUP)-1 |            |            |
| 68 kg maschile   | Idulio Islas Gomez         | Isah Adam Muhammad (Nigeria) 2-2 (SUP) |                                   |                                      |                                             |            |            |
| +67 kg femminile | María del Rosario Espinoza | Khaoula Ben Hamza (Tunisia) 4-0        | Karolina Kedzierska (Svezia) 4-2  | Sarah Stevenson (Gran Bretagna) 4-1  | Nina Solheim (Norvegia) 3-1                 |            |            |

## Tennis tavolo
| Gara              | Atleta                | Preliminari                                           | Turno 1 | Turno 2 | Turno 3 | Turno 4 | Quarti | Semifinali | Finale |
| ----------------- | --------------------- | ----------------------------------------------------- | ------- | ------- | ------- | ------- | ------ | ---------- | ------ |
| Singolo femminile | Yadira Silva Llorente | Andrea Bakula (Croazia) 0-4 (10-12, 8-11, 2-11, 8-11) |         |         |         |         |        |            |        |

## Tiro
| Gara                                  | Atleta                | Qualificazioni | Qualificazioni | Finale    | Finale       | Finale |
| Gara                                  | Atleta                | Punteggio      | Pos.           | Punteggio | Punt. totale | Pos.   |
| ------------------------------------- | --------------------- | -------------- | -------------- | --------- | ------------ | ------ |
| Carabina 10 m aria compressa maschile | Roberto Jose Elias    | 590            | 25             |           |              |        |
| Carabina 10 m aria compressa maschile | Jose Luis Sanchez     | 591            | 24             |           |              |        |
| Skeet maschile                        | Ariel Mauricio Flores | 111            | 27             |           |              |        |
| Carabina 50 m 3 posizioni femminile   | Natalia Zamora        |                |                |           |              |        |

## Tiro con l'arco
| Gara                  | Atleta            | Turno di qualificazione | Turno di qualificazione | Turno 1                                   | Turno 2                               | Ottavi                                | Quarti                              | Semifinali                            | Finale                        |
| Gara                  | Atleta            | Punteggio               | Pos.                    | Turno 1                                   | Turno 2                               | Ottavi                                | Quarti                              | Semifinali                            | Finale                        |
| --------------------- | ----------------- | ----------------------- | ----------------------- | ----------------------------------------- | ------------------------------------- | ------------------------------------- | ----------------------------------- | ------------------------------------- | ----------------------------- |
| Individuale maschile  | Juan René Serrano | 679                     | 1                       | Joseph Muaausa (Samoa) 116-88             | Daniel Morillo (Spagna) 112-111       | Maksim Kunda (Bielorussia) 110-106    | Vic Wunderle (Stati Uniti) 113-106  | Park Kyung-Mo (Corea del Sud) 112-115 | Bair Badënov (Russia) 110-112 |
| Individuale maschile  | Eduardo Vélez     | 660                     | 24                      | Vic Wunderle (Stati Uniti) 102-106        |                                       |                                       |                                     |                                       |                               |
| Individuale femminile | Mariana Avitia    | 641                     | 20                      | Son Hye Yong (Corea del Nord) 112-107     | Małgorzata Sobieraj (Polonia) 110-109 | Khatuna Narimanidze (Georgia) 109-108 | Kwon Un Sil (Corea del Nord) 99-105 |                                       |                               |
| Individuale femminile | Aida Román        | 646                     | 12                      | Veronique D'Unienville (Mauritius) 108-97 | Viktoriya Koval (Ucraina) 111-105     | Kwon Un Sil (Corea del Nord) 100-105  |                                     |                                       |                               |

## Triathlon
| Gara           | Atleta                     | Nuoto  | Ciclismo | Corsa    | Tempo totale | Posizione |
| -------------- | -------------------------- | ------ | -------- | -------- | ------------ | --------- |
| Gara maschile  | Francisco Serrano Plowells | 18'56" | 58'08"   | 36'42"   | 1h 54'46"09  | 44        |
| Gara femminile | Faviola Adriana Corona     | 21'16" | doppiata | doppiata | doppiata     | -         |

## Tuffi
| Gara             | Atleta         | Preliminari | Preliminari | Semifinale | Semifinale | Finale | Finale |
| Gara             | Atleta         | Punti       | Pos.        | Punti      | Pos.       | Punti  | Pos.   |
| ---------------- | -------------- | ----------- | ----------- | ---------- | ---------- | ------ | ------ |
| Trampolino 3 m   | Yahel Castillo | 480,65      | 3           | 504,55     | 4          | 462,10 | 7      |
| Piattaforma 10 m | Rommel Pacheco | 465,45      | 9           | 453,80     | 9          | 460,20 | 8      |
| Piattaforma 10 m | Germán Sánchez | 399,35      | 22          |            |            |        |        |

| Gara                    | Atleta                       | Preliminari | Preliminari | Semifinale | Semifinale | Finale | Finale |
| Gara                    | Atleta                       | Punti       | Pos.        | Punti      | Pos.       | Punti  | Pos.   |
| ----------------------- | ---------------------------- | ----------- | ----------- | ---------- | ---------- | ------ | ------ |
| Trampolino 3 m          | Jashia Luna                  | 276,85      | 17          | 287,35     | 16         |        |        |
| Trampolino 3 m          | Laura Sánchez Soto           | 334,35      | 5           | 314,40     | 12         | 312,25 | 10     |
| Piattaforma 10 m        | Paola Espinosa               | 343,60      | 7           | 400,75     | 2          | 380,95 | 4      |
| Piattaforma 10 m        | Tatiana Ortiz                | 345,70      | 6           | 349,50     | 5          | 343,60 | 5      |
| Piattaforma 10 m sincro | Paola Espinosa Tatiana Ortiz |             |             |            |            | 330,06 |        |

## Vela
| Gara                   | Atleta               | Regata | Regata | Regata | Regata | Regata | Regata | Regata | Regata | Regata | Regata     | Regata | Punteggio | Pos. |
| Gara                   | Atleta               | 1      | 2      | 3      | 4      | 5      | 6      | 7      | 8      | 9      | 10         | M      | Punteggio | Pos. |
| ---------------------- | -------------------- | ------ | ------ | ------ | ------ | ------ | ------ | ------ | ------ | ------ | ---------- | ------ | --------- | ---- |
| Windsurf maschile      | David Mier           | 16     | 5      | 17     | 6      | 12     | 29     | 23     | 22     | 4      | 25         |        | 130       | 17   |
| Windsurf femminile     | Demita Vega de Lille | 23     | 23     | 25     | 25     | 17     | 21     | 20     | 19     | 19     | 26         |        | 190       | 23   |
| Laser radial femminile | Tania Elias Calles   | 27     | 25     | 29     | 13     | 15     | 16     | 7      | 3      | 1      | cancellata |        | 107       | 13   |